# CH Madrid
Le Club Hielo de Madrid est un club de hockey sur glace espagnol évoluant cette saison en Superliga Española.

## Palmarès
Vice-Champion d'Espagne
- 1973

Meilleur résultat dans la Copa del Rey
- Demi-finaliste en 2003, 2005, 2006

## Historique
Il fut créé en 1972 à l'occasion de la première édition du championnat espagnol. Très rapidement, le club déménagera pour s'installer dans la banlieue madrilène. Tout d'abord, le club s'installera à Boadilla sous le nom de CH Boadilla avant de s'installer dans au milieu du centre commercial de Majadahonda en 1997. Ne parvenant pas à attirer le public dans leur nouvelle antre, les dirigeants du club décident de renommer le club en Club Hielo de Madrid et de retourner dans leur patinoire à Boadilla. Mais en 2006, le club disparaît à nouveau du panorama du hockey espagnol .
| Saison    | Championnat          | Coupe d'Espagne      | Coupe d'Europe       |
| --------- | -------------------- | -------------------- | -------------------- |
| 1972-1973 | 2e                   | ?                    | -                    |
| 1973-1974 | ?                    | ?                    | -                    |
| 1974-1975 | ?                    | ?                    | -                    |
| 1975-1976 | ?                    | ?                    | -                    |
| 1976-2003 | Sans activité sénior | Sans activité sénior | Sans activité sénior |
| 2002-2003 | 1/2 Finale           | 1/2 Finale           | -                    |
| 2003-2004 | 5e                   | ?                    | -                    |
| 2004-2005 | 5e                   | 1/2 Finale           | -                    |
| 2005-2006 | 1/4 Finale           | 1/2 Finale           | -                    |